# Wassermannreactie

De Wassermannreactie (ook wel Wassermantest) is een complement-bindingsreactie voor de diagnose van syfilis, en die genoemd is naar de bacterioloog August von Wassermann.

## Methode
Een bloed- of liquormonster (hersenvocht) wordt samengebracht met het antigen cardiolipine dat geëxtraheerd is uit runderspier of -hart. Antilichamen die specifiek zijn voor syfilis (reagines) reageren met dit lipide. De mate waarin deze reactie plaatsvindt is een maatstaf voor de ernst van de aandoening en geeft in de tijd een indicatie over het reageren op antibiotische behandeling van de patiënt.

## Beperkingen
De test is niet specifiek voor syfilis en kan een foutpositieve reactie vertonen in aanwezigheid van andere ziekten, waaronder malaria en tuberculose. Ook is mogelijk dat een patiënt met syfilis geen reactie vertoont (foutnegativiteit) en dat een goed behandeld persoon een blijvend positieve reactie houdt.

## Verbetering
De Wassermannreactie werd ontwikkeld door Wassermann en Albert Neisser aan het Robert Koch Instituut voor Infectieziekten in 1906. De test kwam voort uit het werk van Bordet en Gengou over de binding van complement, dat gepubliceerd is in 1901. De reactie wordt ook wel de Bordet-Gengou-Wassermannreactie of de Bordet-Wassermannreactie genoemd.
De Wassermannreactie is verbeterd - Kahn-test, Kolmer-test – maar al deze testen worden nauwelijks meer toegepast. Vervangende testen zijn de Venereal Disease Research Laboratory (VDRL-test), en de Treponema Pallidum Hemagglutinatie Assay (TPHA).